# ムランジェ山
ムランジェ山（Mount Mulanje）またはムランジェ山塊（Mulanje Massif）は、マラウイ南部州に位置する巨大な残丘である。およそ640km²の面積を擁するとともに、最も海抜の高いサピータピーク（Sapitwa Peak）地点は標高3002mを誇る。なお、ムランジェ山はマラウイ国内および中央アフリカ地域における最高峰である。

## 概要
ムランジェ山はマラウイ湖から南におよそ200kmの場所に位置し、茶の栽培で有名なムランジェ県とパロンベ県の間、平均標高700mの平野にそびえ立っている。山の大部分は標高1800mから2200mの盆地で草原地帯となっており、それに加えていくつかの深い森林に覆われた峡谷が存在する。個々の山々の標高は大半が2500m以上であるが、その中でも特にチャンベピーク（Chambe Peak）西側の山壁はロッククライミングが必要な垂直距離に関してアフリカで最長を誇る。
この山は、およそ130万年前に大地溝帯に沿った地殻運動によるマグマの押出しにより形成され、その後、長い時間をかけて周囲の岩が浸食を受けた結果、浸食に耐えたムランジェ山の火成岩が現在の形で残ったものであると考えられている。ヨーロッパ人によるこの山の最古の報告は、1859年にデイヴィッド・リヴィングストンが行ったものであるが、現在では考古学的な調査から石器時代以前から人類がこの山を訪れていた証拠が発見されている。
またムランジェ山は、2000m以上という標高の高さにより、上空の気流を遮ることで雨雲の形成を誘発し、山地に雨を降らせることで、マラウイの国土を流れる9本の恒常河川や多くの小川を形成する重要な水源にもなっている。
さらに、森林に覆われたこの山の斜面は、かなりの規模の木材産業を育んでいることでも知られる。かつてはリクブラ林業駅（Likhubula Forestry Station）と呼ばれる木材を高原の下へ輸送するロープウェイが存在したが、現在では施設が荒廃したために人力作業で山から木材を下ろしている。
ムランジェ山はハイキングや登山のスポットとして人気があり、山内の数箇所には山小屋も置かれている。なお、この山で最も標高の高いサピータピークが攻略されたのは1894年のことである。

## 気候

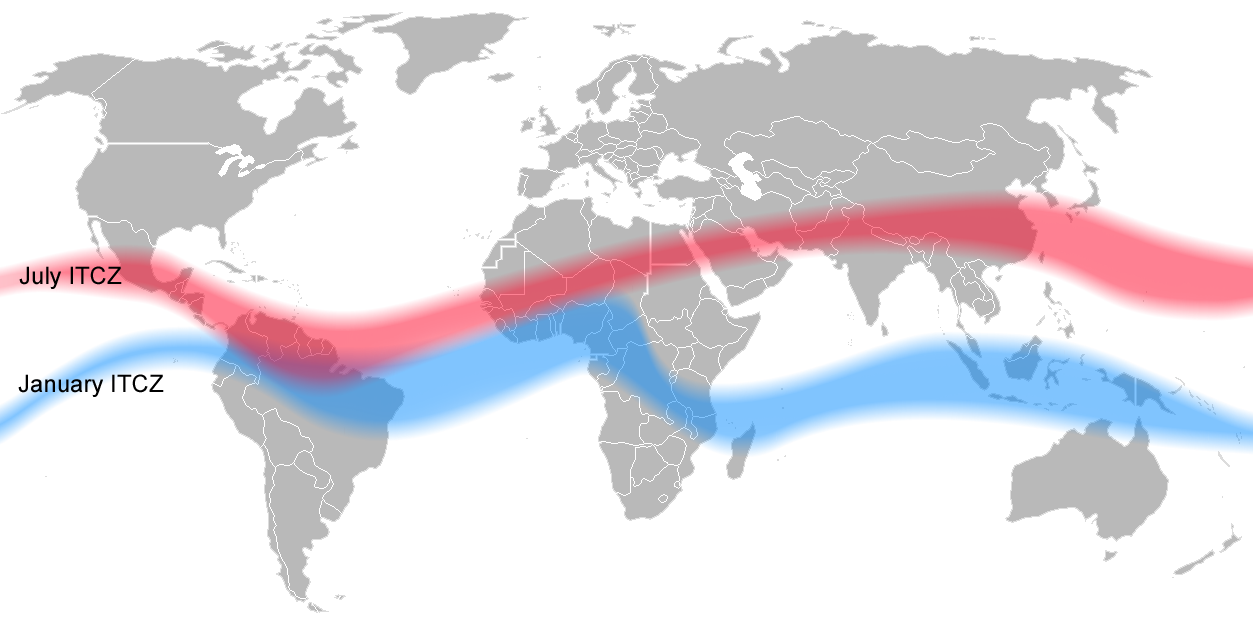
熱帯収束帯の位置。青色が1月の熱帯収束帯、赤色が7月の熱帯収束帯である。

ムランジェ山は熱帯収束帯（別名：赤道低圧帯）に位置しているため、気候は北半球の北東貿易風と南半球の南東貿易風が流れ込むことによる影響を強く受けている。熱帯収束帯地域の衛星写真を見ると、多くの場合で赤道地区に帯状の雲が写されていることからも分かるように、熱帯収束帯による主な影響は、赤道地域に雨季と乾季をもたらす点である。この熱帯収束帯は、太陽の場所に影響を受けて南北への移動を行うことが知られている。赤道と中央アフリカに着目すると、1月の熱帯収束帯は北部ジンバブエ辺りまで南下しているのが見られる。そのため、ムランジェ山は赤道からおよそ1800kmも南に位置するにもかかわらず、熱帯収束帯の影響下に含まれる（詳しくは図を参照のこと）。
ムランジェ県周辺地域においては、熱帯収束帯の影響の大部分を受けているのはムランジェ山である。これは、この山が"孤島のような山"（mountain island）とでも言うべき唯一の山地であることと、個々の山頂が2500mを超える標高を持っていることに起因する。このような地形であることから、ムランジェ山は雲を作り、雨を降らせるための起伏としての役割を果たしている。このことは、ムランジェ山およびその周辺地域における年間降水量の平均値の差からも一目瞭然である。山上の標高2000m前後の高原においては、通年の降水量は2500mmを超えるが、一方で山の周辺の平野における通年の降水量は1000mm前後である。また、ムランジェ山の周辺の平野では通常、雨季だけにしか雨は降らないが、山内の高原では一年を通じて雨が降る。なお、山地における雨も、乾季より雨季のほうがより激しくなる。
また、同じムランジェ山の周囲でも場所によって降水量が異なることが分かっている。貿易風に曝される方角の南西側の地域、すなわちリカブラ（Likhabula）、リチェニア（Lichenya）、ムランジェ･ボマ（Mulanje Boma）などの地域周辺では、南東貿易風によって、ザンビアやコンゴなどの地域から湿度の高い空気がムランジェ山のほうへ運ばれることから、最も激しい降水が観測される。そのため、ムランジェ山で最も標高が高いサピータピークのある山の北西側の地域では、降水量は比較的少ない。
気温に関しては、乾季の数ヶ月の期間が一年の中で最も涼しく、おそらく最もハイキングに適した気候となるのが5月から8月にかけてである。なお、11月から4月にかけての雨季には、登山やハイキングに行った場合、山中の高原で豪雨にぶつかる可能性が高く、また、山中は非常に蒸し暑くなるので、このシーズンに入山するのは一般的に推奨されない。

## 動植物

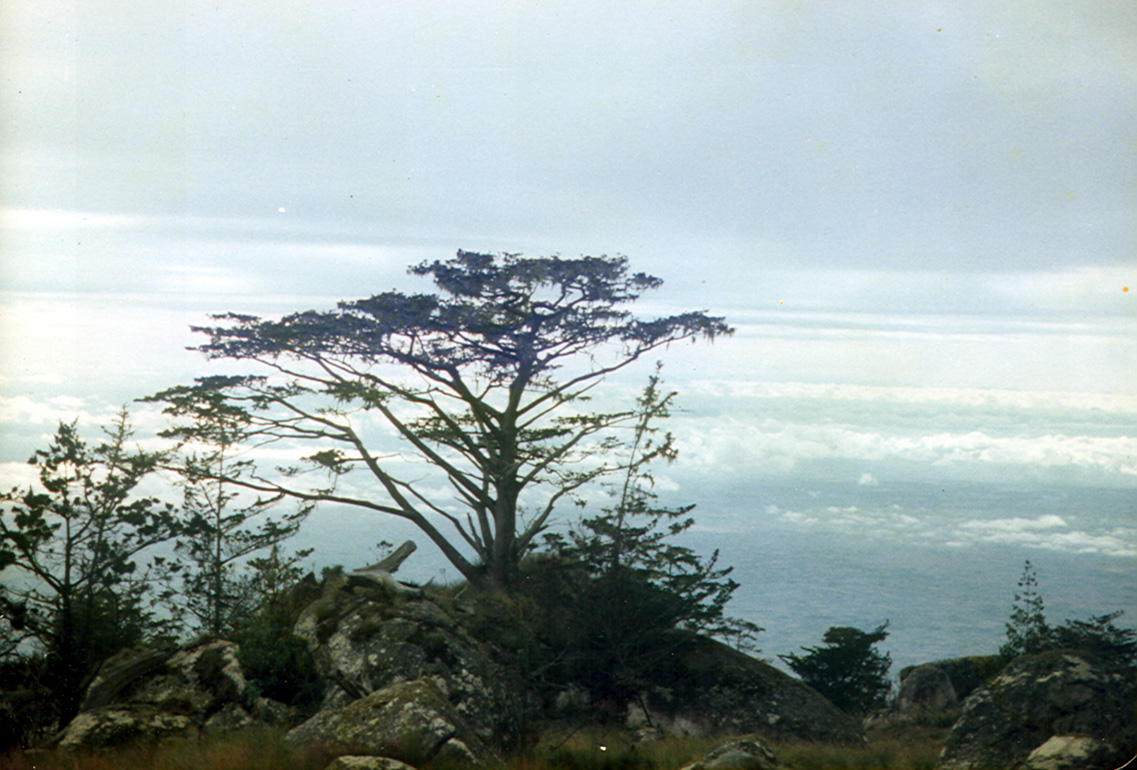
マラウイの国樹、ムランジェスギ（Widdringtonia whytei）

この山は、ムランジェ山森林保護区の一部である。ムランジェ山固有の植物であるムランジェスギ（Widdringtonia whytei; ヒノキ科ウィドリントニア属） は激しい伐採により絶滅の危機にあるが、保護区内には貴重なこの植物が自生している。また、その他の植物や動物に関しても数多くの固有種が生息しており、具体的にはノドジロムジヒタキ（en:Thyolo alethe）やムナジロムジヒタキなどの鳥類、様々なチョウ、ミニマヒメカメレオン（en:Brookesia minima）、ヤモリ科、トカゲ科、コガネガエル科（Squeaker Frog）の仲間のほか、手足を持たない珍しい"burrowing skink"などが知られている。
近年、ムランジェ山森林保護区の周囲の土地環境は、近年の人口の増加によって脅かされており、農地の開墾や薪の採集を目的とした森の伐採や、外来種であるメキシカンパインやヒマラヤンラズベリーの侵食といった問題が生じている。

## 保護区
ムランジェ山および周囲の森林地帯は、1927年のイギリス保護領時代のニヤサランド政府によって、水源と樹木の保存を目的としたムランジェ山森林保護区として設定され、後の1948年と1971年に指定面積が拡張された。かつては政府管轄の国立公園・野生生物局によって管理がされていたが、現在はNGOのムランジェ山保全トラストによる維持と管理がなされている。

## 景観
以下にムランジェ山近郊および山内で撮影された画像をまとめた。

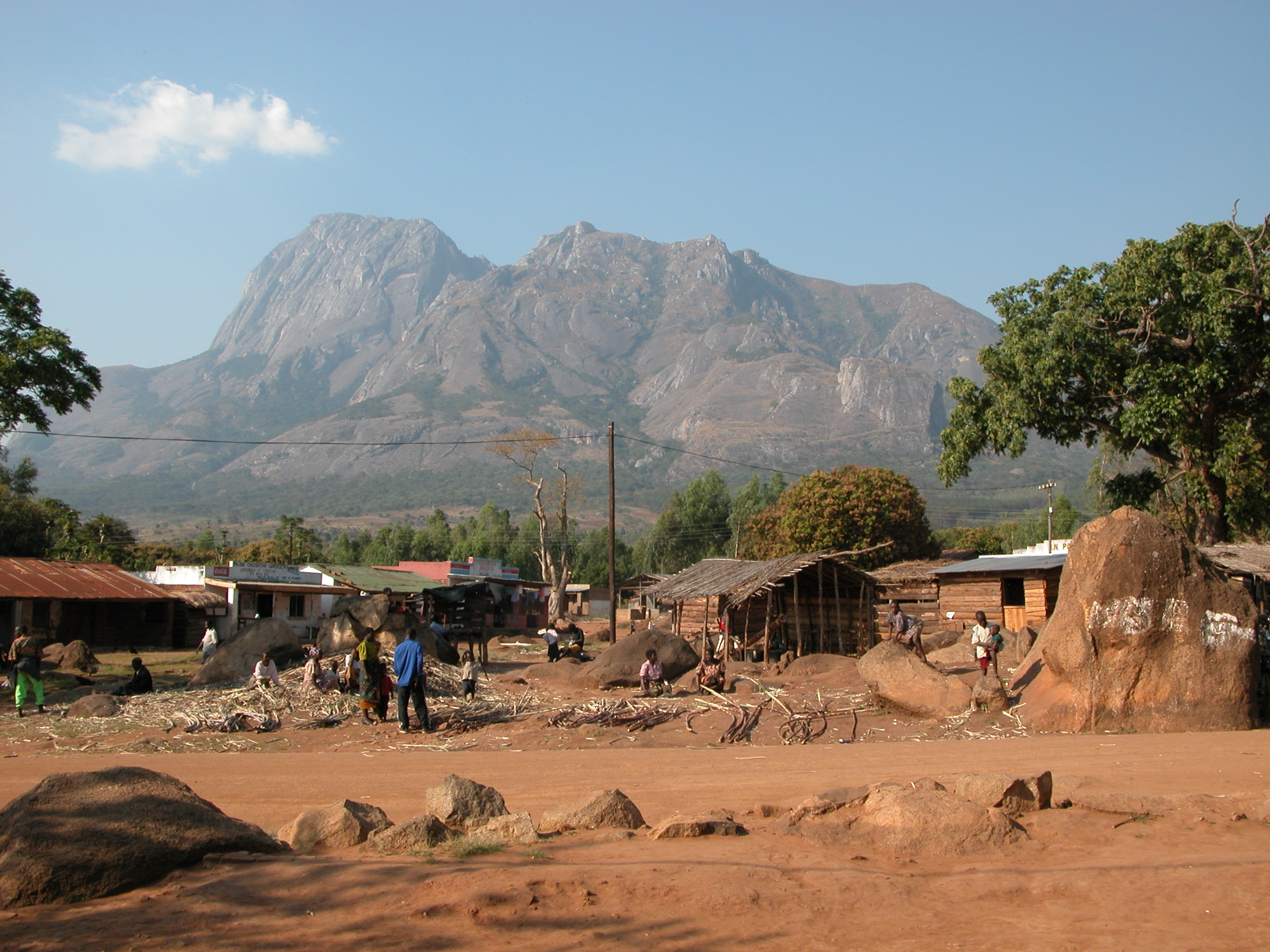
ムランジェ山全景
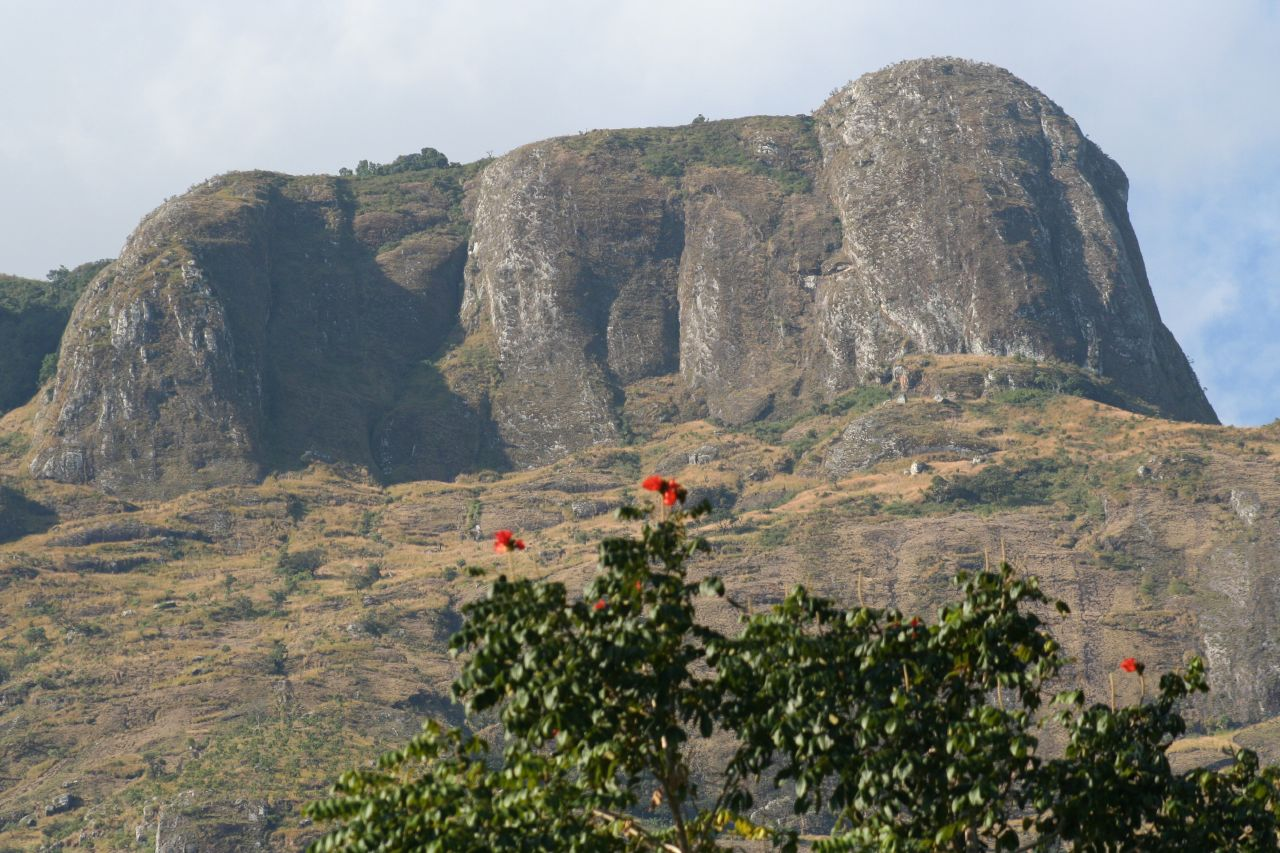
ムランジェ山近影
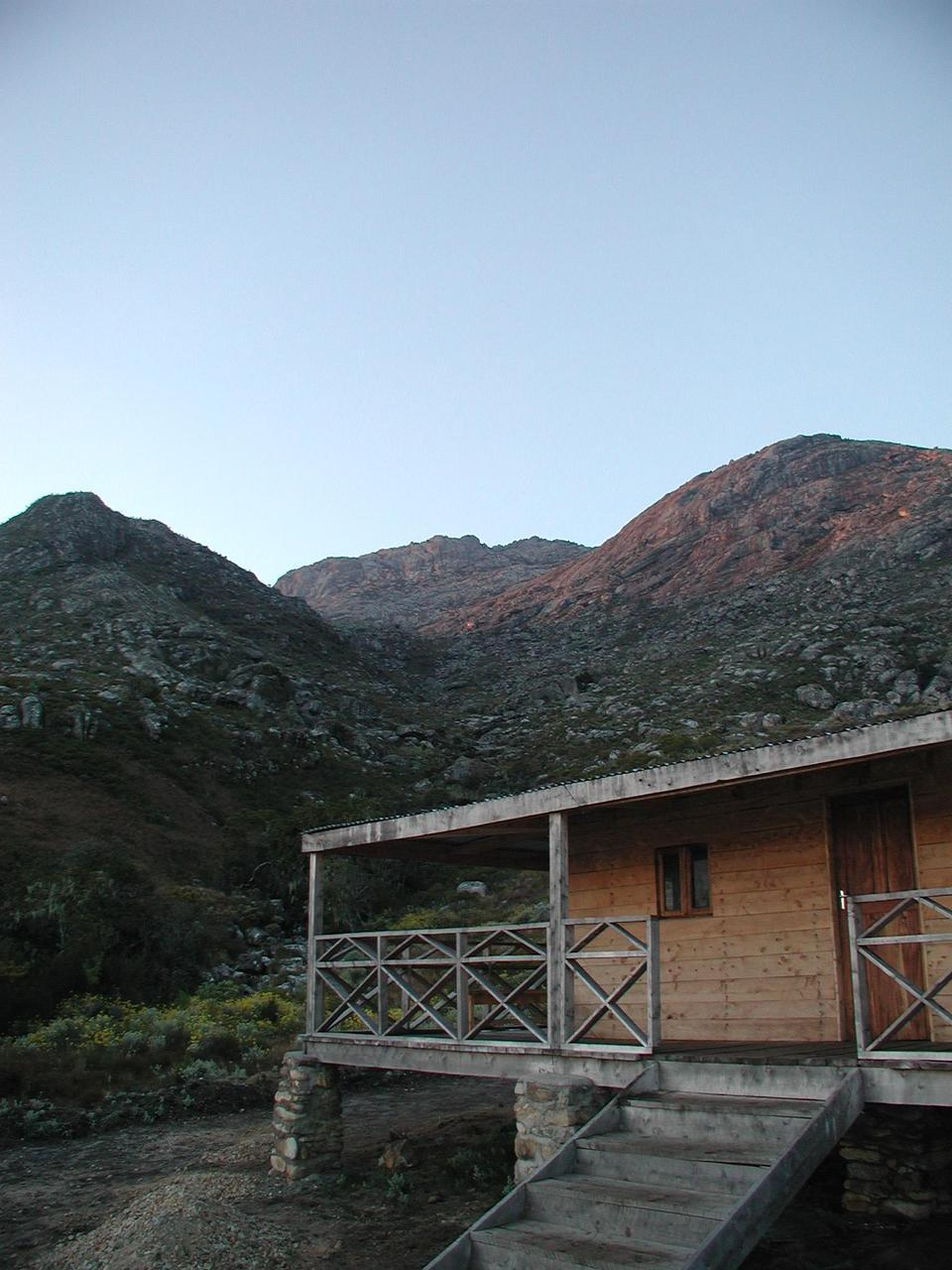
ムランジェ山中の避難小屋
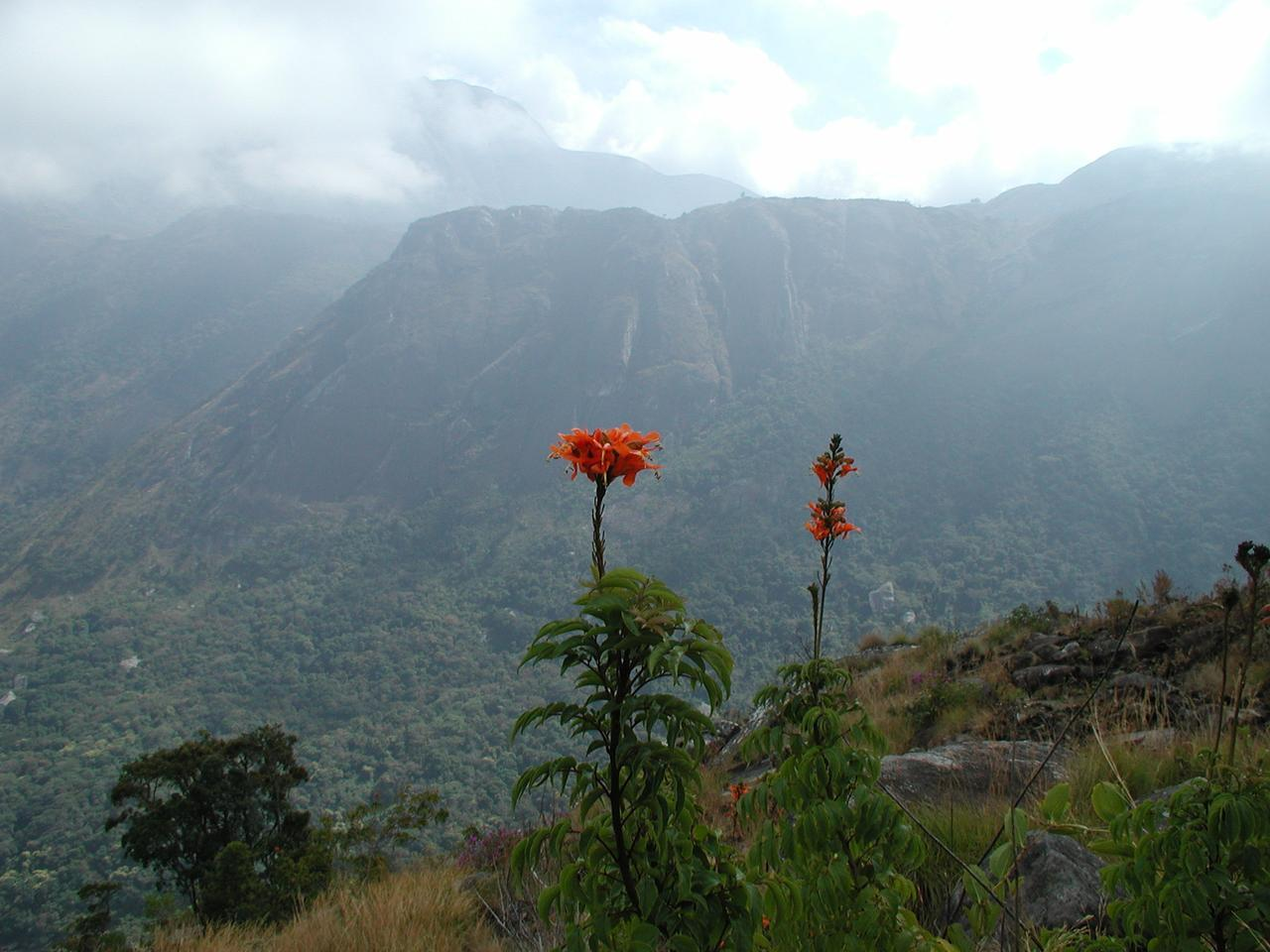
ムランジェ山内の植物
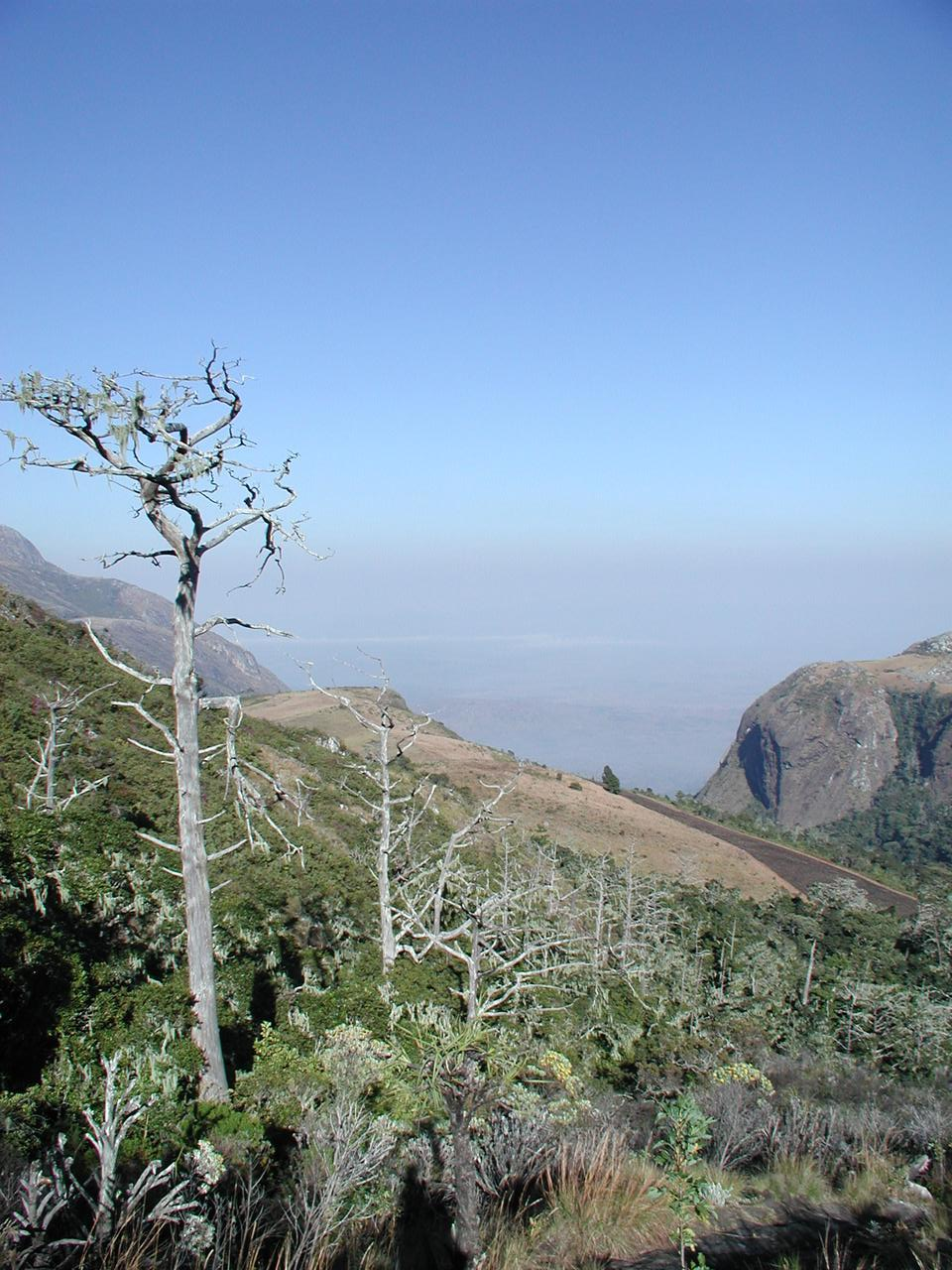
ムランジェ山内の景色
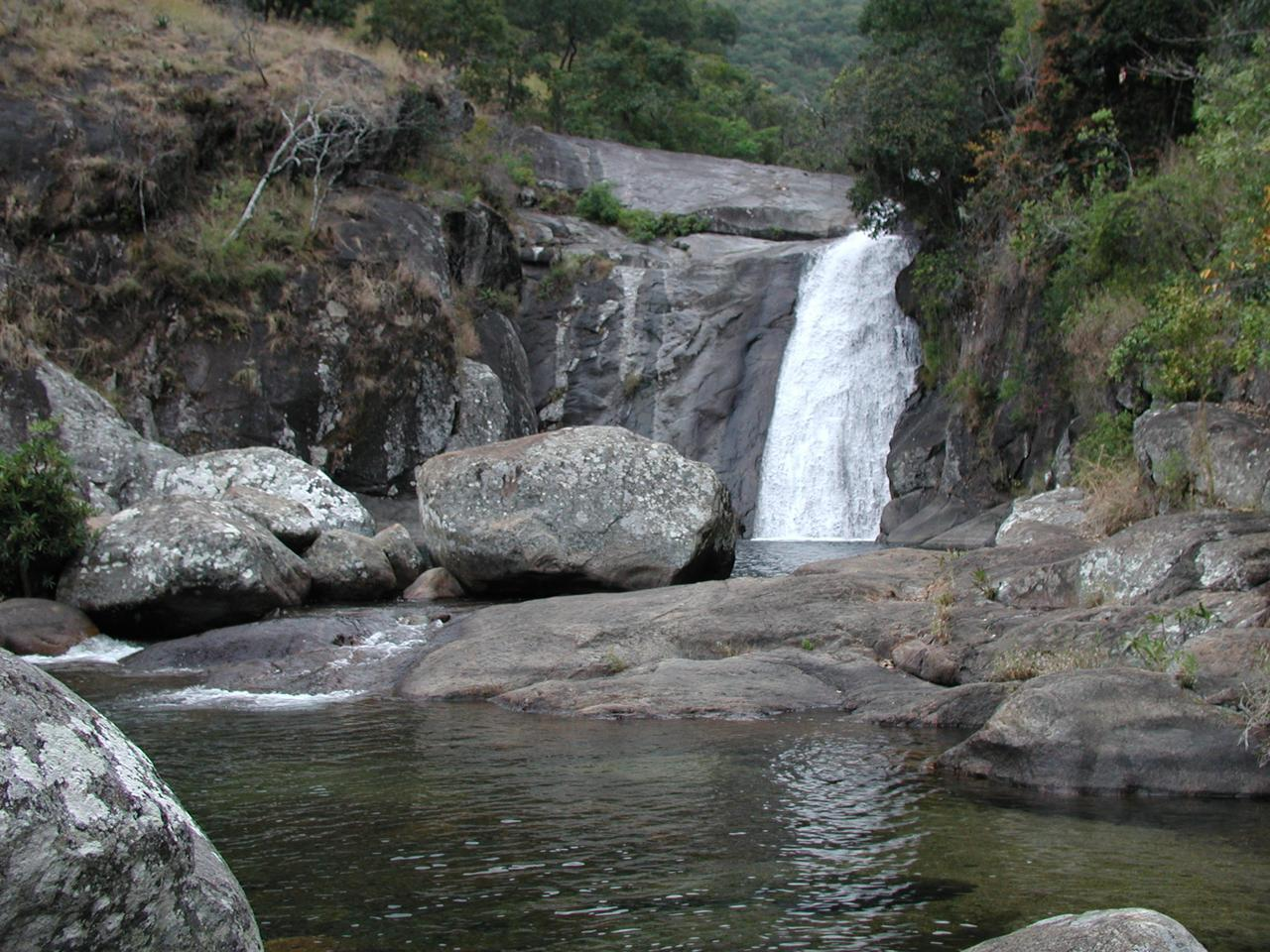
ムランジェ山内の滝